# 뜨랑주
뜨랑주(태국어: ตรัง)는 태국 남부의 주(창왓)의 하나로, 말레이 반도의 서쪽, 안다만해 기슭에 위치한다. 이웃한 주는 북쪽부터 시계 방향으로 끄라비 주, 나콘시탐마랏 주, 파탈룽 주, 사뚠 주이다.

## 지리
주는 안다만해의 해안에 위치하고 본토 지역과 함께 46개의 섬을 포함하고 있다. 평야는 거의 없고 대부분이 산지이다. 주요 강으로는 나콘시탐마랏 산맥에서 발원하는 뜨랑 강과 팔리안 강이 있다.
서쪽으로 약 119km의 해안선을 가진다. 안다만 해에 위치한 46개의 섬 중 12개가 깐땅 군, 13개가 팔리안 군, 21개가 시까오 군에 포함된다. 바다 여행의 최적기는 10월부터 5월까지이다. 안다만 해를 따라 위치한 뜨랑 주는 수많은 아름다운 섬들을 포함하고, 동쪽의 산지에는 극적인 폭포와 동굴, 원시 정글이 있다. 산지와 해안 사이에는 광대한 고무 플랜테이션이 있다.
주의 남해안은 무꼬페뜨라 국립공원, 뜨랑 강의 하구는 차오마이 해양국립공원으로 지정되어 있다.

## 역사
뜨랑은 태국 남부의 중요한 항구였다. 전설에 따르면 배가 항상 아침에 도착했고 이로부터 말레이어로 '빛'을 의미하는 테랑이라고 이름 지어졌으며 이후 현재의 이름이 되었다. 이 지역은 말레이족의 고대 왕국인 케다 왕국의 일부였다.
역사적인 기록에 따르면 뜨랑은 900년 전부터 존재한 12개 마을 중 하나였고 라마 2세 때 뜨랑 주가 만들어졌다. 뜨랑에 도착한 첫 번째 서양인은 1838년에 상업적 이익을 얻기 위해 온 제임스 로 선장이다.
원래 읍은 쿠안타니(현재의 깐땅 군의 땀본)에 위치했다. 1893년에 이곳의 통치자 프라야 랏사다누프라딧 마히손 팍디(중국 이름:허심미)는 뜨랑을 중요한 항구로 만들 계획으로 읍을 뜨랑 강 삼각주로 옮겼다. 그러나 반복되는 홍수 때문에 라마 6세에 의해 1916년에 26km 내륙쪽의 현재의 위치로 옮겨졌다.
뜨랑은 태국에서 최초로 고무가 재배된 지역이다. 1899년에 프라야 랏사다누프라딧 마히손 팍디는 말레이시아에서 이곳으로 고무를 가지고 왔다.

## 행정 구역
주에는 10개의 암프(군)와 더 세부 행정구역인 87개의 땀본 그리고 697개의 무반 (행정 구역)이 있다.
| 1. 므앙뜨랑군 2. 깐땅군 3. 얀따카오군 4. 팔리안군 5. 시까오군 | 1. 후아이욧군 2. 왕위셋군 3. 나용군 4. 랏사다군 5. 핫삼란군 |